# Prądnica tachometryczna
Prądnica tachometryczna – prądnica, w której wytworzone napięcie jest proporcjonalne do prędkości obrotowej wirnika i wykorzystywana jedynie jako źródło sygnału proporcjonalnego do prędkości (nie jest obciążana).

Podstawowe typy prądnic tachometrycznych – prądnica komutatorowa, prądnica synchroniczna. W tej drugiej sygnałem jest napięcie zmienne którego częstotliwość (prócz amplitudy) proporcjonalna jest do prędkości obrotowej.
W większości przypadków p.t.p.s. są wzbudzane wystarzonymi magnesami trwałymi.
W p.t.p.s. o takich magnesach trwałych, strumień wzbudzenia może być z bardzo dobrym
przybliżeniem uznany za stały. Wzbudzenie elektromagnetyczne, umożliwiające regulację
stromości charakterystyki wyjściowej jest stosowane rzadziej, a prądnice tego typu muszą być
zaopatrzone w boczniki magnetyczne, łączące różnoimienne bieguny stojana.